# Nipponoserica gomadana
Nipponoserica gomadana är en skalbaggsart som beskrevs av Shuhei Nomura 1976. Nipponoserica gomadana ingår i släktet Nipponoserica och familjen Melolonthidae. Inga underarter finns listade i Catalogue of Life.